# Fu Zhong Wen
Fu Zhongwen (1903 – 1994) è stato un artista marziale cinese, maestro di taijiquan.
Alla giovane età di 9 anni divenne discepolo di Yang Chengfu (nipote di Yang Luchan, fondatore del taijiquan stile Yang) e successivamente un membro della famiglia Yang, avendo sposato Zou Kuei Cheng, pronipote di Yang Chien Hou.
Accompagnò il maestro Yang nei suoi viaggi per la Cina, da Wuhan a Canton: il maestro Yang Chengfu insegnava il taijiquan, e Fu Zhongwen eseguiva le dimostrazioni e spesso accettava le sfide di altri maestri di arti marziali, a quanto sembra, non fallendo mai. Alla morte del suo Maestro Yang Chengfu diviene la guida e il riferimento carismatico della Scuola Yang fino alla sua morte.
Nel 1944, Fu Zhongwen fondò l'associazione Yongnian Taiji, con l'intento di continuare l'opera del suo maestro nell'insegnamento e nella diffusione del taijiquan. Il motto dell'associazione è: Qin, Chen, Li, Heng (diligenza, sincerità, rispetto, perseveranza). L'associazione si è in seguito diffusa anche in Europa con l'allieva di Fu Zhongwen, Li Rong Mei (Italia e Svizzera) e con Fu Sheng Yuan (Spagna).